# Samuel Bayer
Samuel Bayer, född 17 februari 1962 i Syracuse, New York, är en amerikansk musikvideo- och filmregissör, vars mest välkända verk är videor för band som Nirvana och Green Day.
Bayer blev en omtalad och ofta anlitad regissör under vågen av alternativ rock under 1990-talet. Den uppmärksammade videon till Nirvanas "Smells Like Teen Spirit" blev Bayers genombrottsverk och slog an tonen för det som skulle bli hans signum, att producera estetiskt avskalade och råa videor, ofta med repor och brännmärken på filmen. Bayer har även producerat hela serien med musikvideor till Green Days album "American Idiot" samt konsertfilmen "Bullet in a Bible".
Samuel Bayer regisserar även reklamfilmer för bolag som Coca-Cola, Toyota och Nike. Han har även regisserat nyinspelningen av Terror på Elm Street.

## Musikvideor regisserade av Samuel Bayer
- "Smells Like Teen Spirit" Nirvana (1991)
- "Mama, I'm Coming Home" Ozzy Osbourne (1991)
- "Tones of Home" Blind Melon (1992)
- "No Rain" Blind Melon (1992)
- "Poison Heart" The Ramones (1992)
- "Come To My Window" Melissa Etheridge (1993)
- "You" Candlebox (1993)
- "Stick it out" Rush (1993)
- "Nothing to Believe In" Cracker (1994)
- "Zombie" The Cranberries (1994)
- "Ode to My Family" The Cranberries (1994)
- "Doll Parts" Hole (1994)
- "Gotta Get Away"  The Offspring (1994)
- "Vow" Garbage (1995)
- "Bullet with Butterfly Wings" The Smashing Pumpkins (1995)
- "The Heart's Filthy Lesson" David Bowie (1995)
- "Strangers When We Meet" David Bowie (1995)
- "Ridiculous Thought" The Cranberries (1995)
- "I Can't Be With You" The Cranberries (1995)
- "Home" Sheryl Crow (1996)
- "Only Happy When It Rains" Garbage (1996)
- "Stupid Girl" Garbage (1996)
- "Until It Sleeps" Metallica (1996)
- "My Favorite Mistake" Sheryl Crow (1998)
- "Coma White" Marilyn Manson (1999)
- "Identify" Natalie Imbruglia
- "Disposable Teens" Marilyn Manson (2000)
- "Stay Together for the Kids" blink-182 (2001)
- "Sunshine" Aerosmith (2001)
- "Hold On" Good Charlotte (2003)
- "American Idiot" Green Day (2004)
- "Boulevard of Broken Dreams" Green Day (2004)
- "Holiday" Green Day (2005)
- "Wake Me Up When September Ends" Green Day (2005)
- "Jesus of Suburbia" Green Day (2005)
- "Heart in a Cage" The Strokes (2006)
- "You Only Live Once" The Strokes (2006)
- "Welcome to the Black Parade" My Chemical Romance (2006)
- "Famous Last Words" My Chemical Romance (2006)